# Cratere Galatea
Galatea  è un cratere sulla superficie di Eros.